# サブちゃん一家の、だからアニメはやめられない!?
サブちゃん一家の、だからアニメはやめられない!?（サブちゃんいっかの、だからアニメはやめられない）は、音泉にて毎週金曜日に配信されていたアニメ関連のインターネットラジオ番組。

## 概要
- パーソナリティは大宮三郎（プロデューサー）、飯塚康一（音響プロデューサー）とアシスタントの仲井絵里香である。
- 第77回(2006年3月31日配信)までは、花村怜美と二宮圭美がアシスタントを勤めていた。
- 2007年2月23日配信の第123回で終了。と思いきや2007年3月2日に歴代アシスタントと稲村優奈をゲストに迎えた正式な最終回が配信された。

## ゲスト
| ＃          | O.A.                                | ゲスト名                     | 備考 |
| ----------- | ----------------------------------- | ---------------------------- | ---- |
| 51          | 2005年9月23日                       | 儀武ゆう子                   |      |
| 53          | 10月7日                             | Millio                       |      |
| 58          | 11月11日                            | 稲村優奈、中山恵里奈         |      |
| 64          | 12月23日                            | 儀武ゆう子                   |      |
| 87・91・117 | 2006年6月9日・7月7日・2007年1月12日 | 儀武ゆう子、二宮圭美         |      |
| 101         | 9月15日                             | 有島モユ                     |      |
| 102         | 9月22日                             | 井ノ上奈々                   |      |
| 107         | 10月27日                            | 水樹奈々                     |      |
| 116         | 12月29日                            | 一色まゆ、琴葉明子           |      |
| 124         | 2007年3月2日                        | 二宮圭美、花村怜美、稲村優奈 |      |

## コーナー
- 普通のお便り

- お天気インフォメーション

- リカのアダルト宣言！

- ジェネレーションギャップ

- そらみみタイム

- アニメプロデューサーへの道

- サブ家のひ・み・つ♥